# 前洲街道
前洲街道，是中华人民共和国江苏省无锡市惠山区下辖的一个乡镇级行政单位。

## 行政区划
前洲街道下辖以下地区：
前洲社区、杨家圩村、北幢村、北七房村、友联村、浮舟村、塘村、黄石街村、邓巷村、柘塘浜村、西塘村、蒋巷村、谢村、新印桥村、万里村、张皋庄村和铁路桥村。

## 交通
- 新长铁路：前洲站